# Praz-sur-Arly
Praz-sur-Arly é uma comuna francesa na região administrativa de Auvérnia-Ródano-Alpes, no departamento da Alta Saboia. Estende-se por uma área de 22.64 km². Em 2010 a comuna tinha 1 272 habitantes (densidade: 56,2 hab./km²).